# Silberhütte (Braunlage)

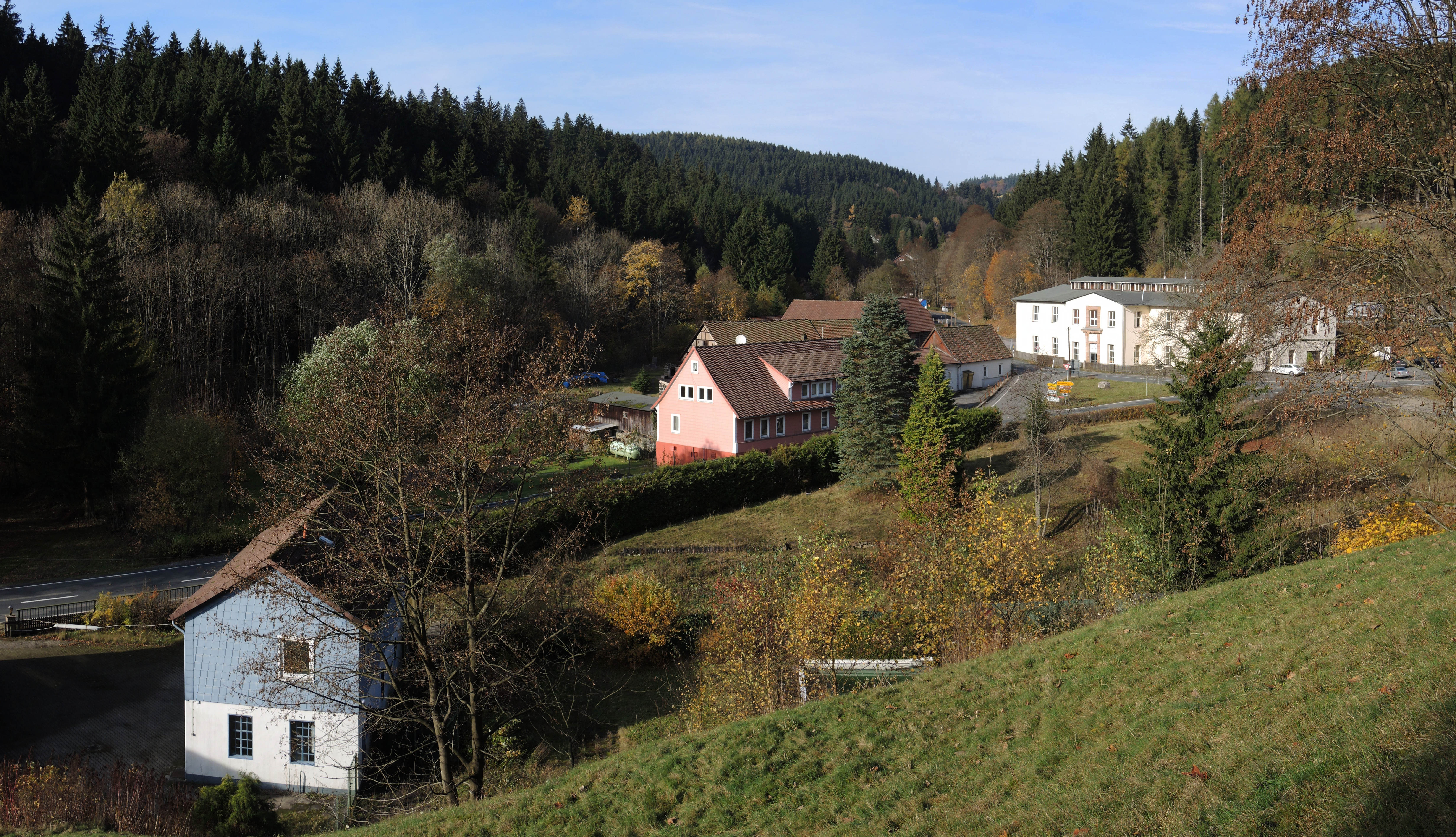
Blick von Süden auf den Ortsteil

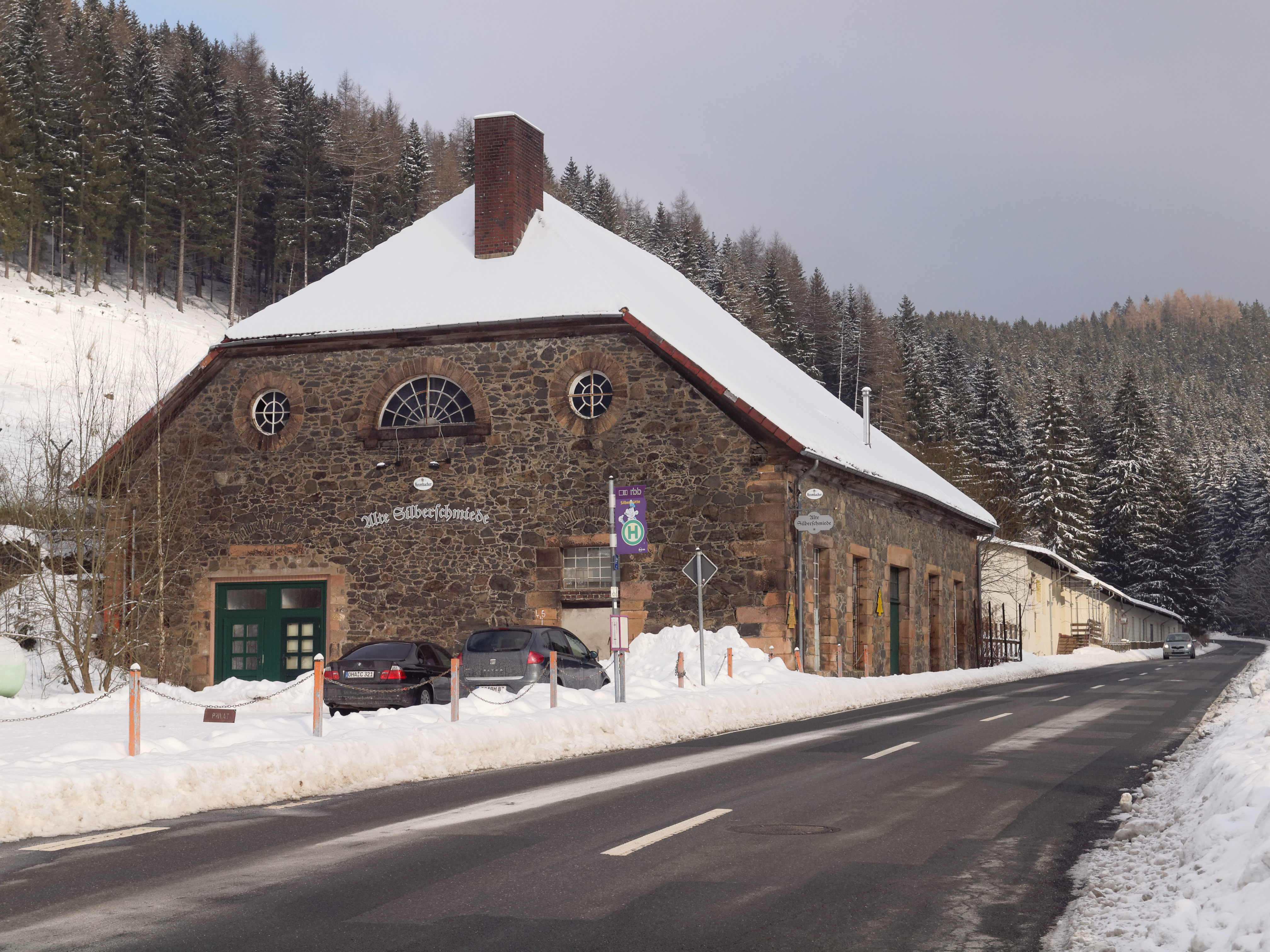
Alte Silberschmiede

Silberhütte war ursprünglich ein Ortsteil der ehemals freien Bergstadt Sankt Andreasberg und gehört seit der Fusion des Ortes zum 1. November 2011 zur Stadt Braunlage. Der Ortsname geht auf die bis 1912 dort ansässige Silberhütte zurück, die die Erze aus den Sankt Andreasberger Gruben verhüttete.

## Beschreibung
Nach Ließmann erfolgte hier schon bald nach der Aufnahme des Sankt Andreasberger Silberbergbaus die Verhüttung der gewonnenen Erze. Diese weisen von Natur aus einen erhöhten Arsengehalt auf. Die Hütte befand sich an der Einmündung des Wäschegrundbachs in die Sperrlutter – so stand hier genügend Wasserkraft zum Antrieb der Hüttenmaschinen (Pochwerke, Gebläse) zur Verfügung. Nicht nur die hier arbeitenden Hüttenleute wurden stark mit Emissionen belastet. Schon in alten Überlieferungen ist von massiven Belästigungen durch den giftigen, arsenhaltigen Hüttenrauch die Rede, der bei ungünstiger Wetterlage bis in die Stadt zog und die dort lebenden Menschen zeitweise in die Flucht trieb.
Die erste Schmelzhütte ist an dieser Lokalität um 1550 urkundlich belegt. Zu Beginn des Dreißigjährigen Kriegs wurde die Hütte verkauft und abgebrochen. Nach dem erneuten Aufblühen des Silberbergbaus in den 1680er Jahren erfolgte der Neubau eines größeren Hüttenbetriebs, der – mehrfach umgebaut und erweitert – bis 1912 in Betrieb stand.
1836 gestattete das zuständige Bergamt den Bau eines gesonderten Arsenikwerks auf dem Gelände der Silberhütte. Neben dem weißen Giftmehl wurde auch Arsenikglas hergestellt. Der Umgang mit dem staubfeinen Gift war sehr problematisch. Die Hüttenarbeiter wurden nur mit einem feuchten Tuch vor dem Gesicht in die Rauchfänge zum Ausfegen des Arsens geschickt – ohne Sonderprämie war kaum ein Arbeiter dazu bereit. Ein zeitgenössischer Bericht des Hüttenmeisters Seidensticker teilt mit: „Das produzierte Giftmehl kann nicht gewogen werden, weil dies unverhältnismäßig hohe Kosten verursachen und die Gesundheit der Arbeiter mehr gefährden würde, als die übrige Arsenikarbeit zusammen genommen.“

## Stilllegung der Silberhütte
Um 1900 herum wurden Überlegungen zur Schließung der Silberhütte angestellt, welche aber aus Rücksicht auf die Beschäftigten vorerst unterlassen wurde. Durch das Vorhandensein eines Bahnanschlusses wurden nach Außerbetriebnahme der Grube Samson zunächst Fremderze aus Übersee verhüttet, bis 1912 die endgültige Stilllegung vollzogen wurde. Mit dieser Verzögerung sollte der Verlust von Arbeitsplätzen in Sankt Andreasberg abgepuffert werden. Das Gelände und die Gebäude wurden an holzverarbeitende und andere Gewerbe verkauft mit der Auflage, Arbeitsplätze zu schaffen. In den folgenden Jahren aber zeigte sich, dass diese Auflage nicht erfüllt werden konnte. Den größten Teil der Silberhütte kaufte der Unternehmer Rudolph Alberti, der zeitweise an diesem Standort seine Holzwarenfabrik unter der Firma Harzer Werke „Glück Auf“ betrieb. Albertis Betrieb sowie die Bauholz- und Kistenfabrik auf dem Areal der früheren Hütte wurden 1929 stillgelegt.

## Metallwerke Silberhütte/Schmiedag AG
Im Laufe des Jahres 1934 kaufte die Federstahl AG Kassel die Grundstücke und Immobilien der Harzer Werke „Glück Auf“. Darüber hinaus wurden weitere Grundstücke und Immobilien von der Bauholzwerke und Kistenfabrik St. Andreasberg GmbH, der preußischen Landesforstverwaltung, der Firma C. F. Hertwig und den Eheleuten Albrecht gekauft. Im Oktober desselben Jahres verlegte die Federstahl AG Kassel ihren Firmensitz nach Sankt Andreasberg und änderte ihren Namen in Metallwerke Silberhütte GmbH. Bereits im November 1934 wurde die Aufnahme des Betriebs angekündigt. Zunächst waren allerdings größere Baumaßnahmen nötig, die sich über mehr als ein Jahr hinzogen; für den Herbst und den Winter 1935 ist eine rege Bautätigkeit zu verzeichnen. Der Bericht der Geschäftsführung für das Jahr 1935 gibt an, dass im Werk I, das sich auf dem Gelände der ehemaligen Harzer Werke „Glück Auf“ befand, Jagdpatronen und im Werk II, das sich in den Räumlichkeiten der ehemaligen Bauholzwerke und Kistenfabrik befand, Stahlboote produziert werden sollen. Das Werk III, das aus den Liegenschaften der Firma C. F. Hertwig gebildet wurde, wurde an die Firma Schmiedag in Hagen/Westfalen verpachtet.
Die Produktion wurde 1936 aufgenommen. Das Werk I stellte Infanteriemunition für das Standardgewehr der Wehrmacht her, Werk II produzierte Ladestreifen für Gewehrmunition und das Werk III wurde an die Vereinigte Gesenkschmieden AG (Schmiedag) verpachtet, die Geschosshülsen für Artilleriemunition erzeugte.
Im Juli 1935 waren 44 Arbeiter und Angestellte beschäftigt, die die Um- und Neubauten vornahmen. Ein Jahr später, als die Produktion aufgenommen worden war, waren es bereits 143. Die Anzahl der Beschäftigten stieg in den folgenden Jahren weiter, im Juli 1937 waren 336, im Juli 348 Arbeiter und Angestellte beschäftigt.
Im Jahr 1938 wurden im Werk I 16 562 000 „gezogene Erzeugnisse“ hergestellt, 1940 kam es zu einer Erweiterung der Werksanlagen unter anderem durch Luftschutzkeller sowie Laborgebäude.
Im Werk II, wo die Produktion ebenfalls 1936 aufgenommen wurde, wurden ab 1937 „Bandeisenerzeugnisse“ hergestellt, Hinweise auf die Stahlbootproduktion finden sich nicht mehr. 1938 waren es 8.900.000 dieser „Bandeisenerzeugnisse“, die produziert worden waren. Auch ins Werk II wurde 1940 investiert, indem eine Niederspannungsmaschine angeschafft wurde.
Mit Kriegsbeginn wurden die Produktion und die Wochenarbeitszeit erhöht sowie der Zweischichtbetrieb eingeführt.
Durch den Krieg erhöhten sich die Produktionszahlen weiterhin, wobei die seitens des Heeres geforderten Stückzahlen mit Ausnahme weniger Monate nicht erreicht wurden. Der Bedarf an Arbeitskräften erhöhte sich, so dass es ab 1942 zum Einsatz von sowjetischen Zwangsarbeiterinnen und Zwangsarbeitern kam. Die Fertigung der Ladestreifen wurde ins Werk I verlegt, um auf dem Gelände RAD-Baracken zu errichten, in denen die Zwangsarbeiter untergebracht wurden. Zudem wurden Einwohner Sankt Andreasbergs dienstverpflichtet sowie von der Wehrmacht eingezogene Facharbeiter zurückgeholt.
Am 1. April 1945 belief sich die Belegschaft auf insgesamt 1141 Personen, davon 374 Arbeiter, 36 Angestellte und 731 Ausländer. Der Ortsteil Silberhütte wurde am 14. April von den US-Armee kampflos eingenommen und die Zwangsarbeiter befreit. Diese wurden jedoch kurze Zeit später wieder im selben Lager wie zuvor interniert und am 20. Juni 1945 geschlossen abtransportiert. Die Betriebsanlagen wurden nach dem 14. April 1945 geplündert. Die Demontage der restlichen Anlagen war noch vor 1950 abgeschlossen. Anschließend wurden die Immobilien einer industriellen Nachnutzung zugeführt.

## Army Mountain Training Camp (AMTC) der britischen Rheinarmee (BAOR)
Auf dem Gelände des Werks II befand sich bis 1990 das Army Mountain Training Camp (AMTC) der britischen Rheinarmee. Das Camp bot Platz für maximal 200 Personen. Hier wurden Soldaten der BAOR in verschiedenen Fertigkeiten wie Skifahren, Bergsteigen und -klettern sowie Survivaltechniken ausgebildet.

## Umweltbelastung durch den Hüttenbetrieb
2004 hat eine Untersuchung des Niedersächsischen Landesamts für Verbraucherschutz und Lebensmittelsicherheit (LAVES) zu Schwermetallbelastungen in Rot- und Rehwild im Bereich Silberhütte hohe Konzentrationen an Blei und Cadmium in den Speicherorganen Leber und Niere und z. T. auch in der Muskulatur festgestellt. Die Rückstände an Arsen, Antimon und Quecksilber in Muskulatur und Organen waren jedoch nur gering. Die Gehalte an Cadmium in den Organen überschreiten die Rückstandsmengen der Kontaminanten-Verordnung der EU z. T. erheblich. Diese Verordnung gilt jedoch nicht für Fleisch und essbares Gewebe von Wild. Der Untersuchungsbericht liegt u. a. in den Forstämtern Lauterberg und Riefensbeek.
Das Niedersächsische Forstamt Lauterberg ließ 2005 rund 6.000 t belasteten Sonderabfalls vom Gelände oberhalb der Silberhütte entsorgen – aus dem Hüttenbetrieb stammendes Haldenmaterial und belastete Böden sowie Rückstände von Rauchgaskanälen und Schornsteinen. Die Materialien waren hoch mit Arsen und Schwermetallen belastet. Die Bauten waren nach Stilllegung der Hütte einfach zerstört worden und vor Ort geblieben. Untersuchungen des Areals ergaben, dass das Gebiet saniert werden musste. Bagger trugen das belastete Material ab. Anschließend wurde das ausgekofferte Areal mit unbelastetem Boden abgedeckt und eine lockere Schicht Bergwiesenheu ausgebreitet, um eine Wiederaufforstung vorzubereiten. Der Landkreis Goslar als Genehmigungsbehörde und das Niedersächsische Forstamt Lauterberg als Flächeneigentümer trafen mit dieser Sanierung auch Vorsorge für den Gewässerschutz im geplanten Wasserschutzgebiet „Pöhlder Becken“.